# Didectoprocnemis
Didectoprocnemis é um gênero de aranhas da família Linyphiidae descrito em 1950 e endêmico da Argélia, França, Grécia, Marrocos, Portugal e Tunísia.